# مرسيدس سوسا

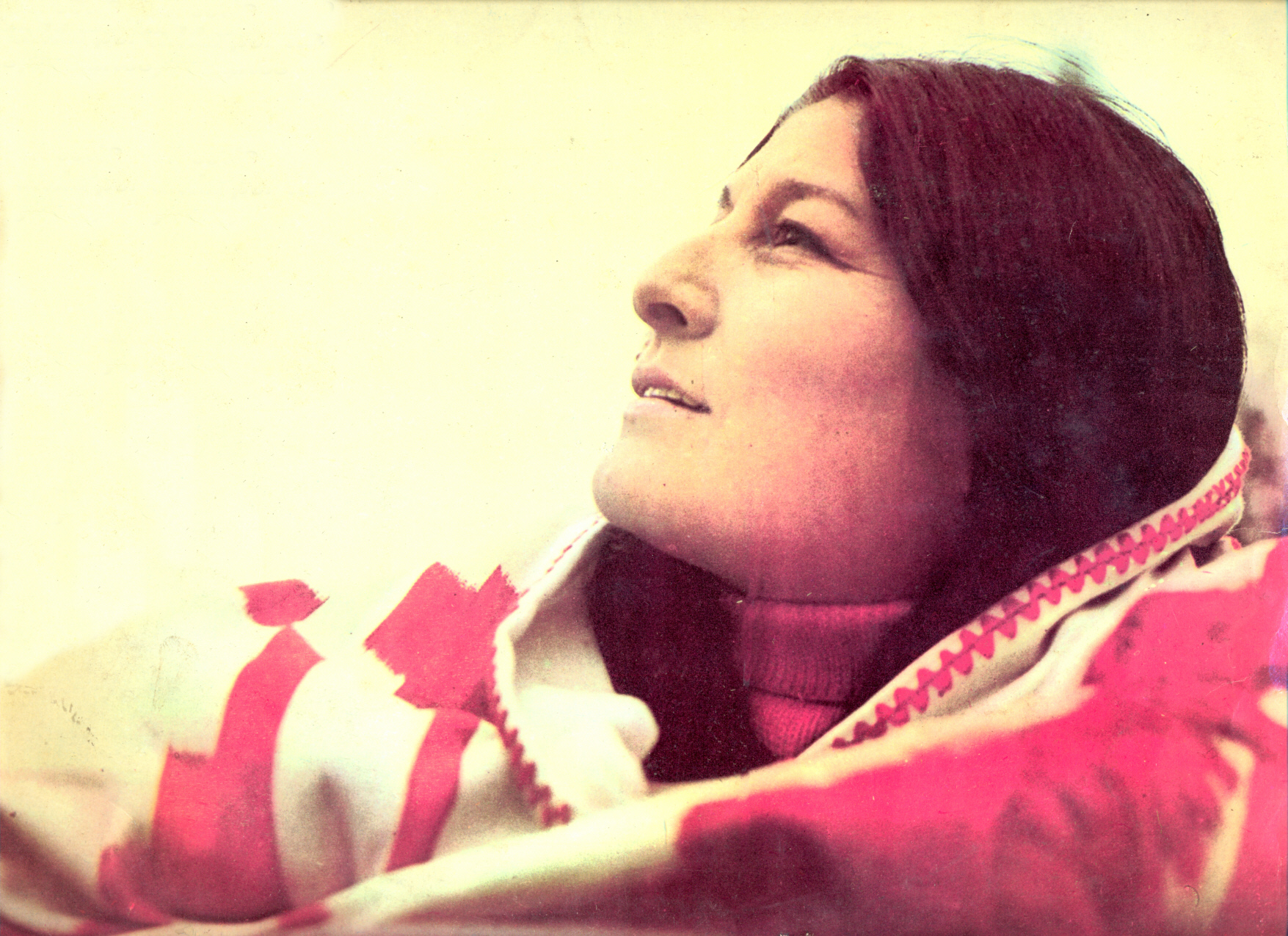
مرسيدس سوسا

مرسيدس سوسا (بالإسبانية: Mercedes Sosa)‏ مواليد 9 يوليو 1935 -4 أكتوبر 2009) مغنية أرجنتينية. تعتبر من أشهر المغنيين الشعبيين في أمريكا اللاتينية.
بجذور موسيقاها الفلكلورية الأرجنتينية، أسست مع زوجها ما عُرِف «بالأغنية الجديدة» (بالإسبانية: nueva canción)‏. أطلق عليها معجبوها لقب لانيغرا "La Negra" أو «السوداء» كناية عن شعرها الأسود المنسدل، كذلك لقبت «بصوت الأغلبية الصامتة». كما اشتهرت في بداياتها بمزج أغانيها بين الألحان الشعبية والأغاني ذات الصبغة السياسية أحيانا، وفي السنوات الأخيرة اتسمت أغانيها بالتنوع.

## سيرة
ولدت مرسيدس في مدينة سان ميغيل دي توكومان شمالي الأرجنتين لأسرة مختلطة الأصول من المستيزو ذات أصول فرنسية وهندية حمراء.
في عام 1979 تعرضت للاعتقال والتفتيش هي والجمهور في حفل موسيقي لها في مدينة لابلاتا الأرجنتينية. غادرت على أثرها بلدها الأرجنتين، لتقيم في باريس ومن ثم مدريد، ولكنها عادت قبيل الانقلاب العسكري في عام 1982.
من أشهر أغانيها أغنية شكرا للحياة «جراسياس الا فيدا».
فارقت الحياة في 4 أكتوبر 2009 عن 74 عاما حيث أقامت قبيل وفاتها أسبوعين في المستشفى بسبب مرض في الكلى.

## ديسكوغرافيا

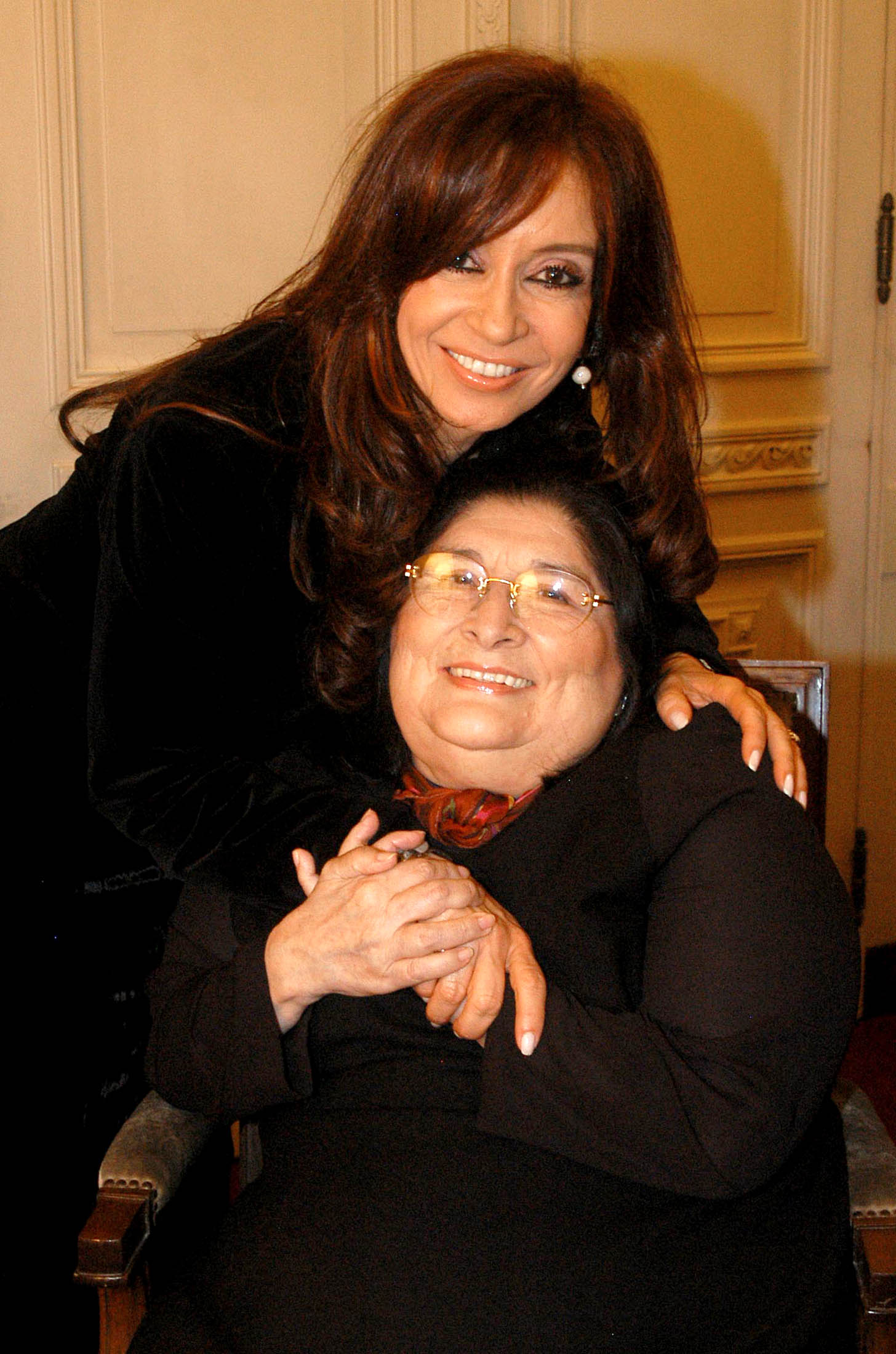
مرسيدس سوسا في 2005 برفقة رئيسة الأرجنتين كرستينا فرنانديز دي كريشنر

قامت مرسيدس سوسا بتسجيل ما يزيد عن 40 ألبوما، بينها عدد من الأغاني الثنائية مع مغنين عالميين ومغنين من أمريكا اللاتينية.
- La voz de la zafra  1959
- Canciones con fundamento  1965
- Yo no canto por cantar  1966
- Hermano  1966
- Para cantarle a mi gente  1967
- Con sabor a Mercedes Sosa  1968
- Mujeres argentinas  1969
- Navidad con Mercedes Sosa  1970
- El grito de la tierra  1970
- Homenaje a Violeta Parra  1971
- Hasta la victoria  1972
- Cantata sudamericana  1972
- Traigo un pueblo en mi voz  1973
- Niño de mañana  1975
- A que florezca mi pueblo  1975
- En dirección del viento  1976
- O cio da terra  1977
- Mercedes Sosa interpreta a Atahualpa Yupanqui  1977
- Si se calla el cantor  1977
- Serenata para la tierra de uno  1979
- A quién doy  1980
- Gravado ao vivo no Brasil  1980
- Mercedes Sosa en Argentina  1982
- Mercedes Sosa  1983
- Como un pájaro libre  1983
- Recital  1983
- ¿Será posible el sur?  1984
- Vengo a ofrecer mi corazón  1985
- Corazón americano  1985 (with Milton Nascimento and León Gieco
- Mercedes Sosa ´86  1986
- Mercedes Sosa ´87  1987
- Amigos míos  1988
- En vivo en Europa  1990
- De mí  1991
- 30 años  1993
- Sino  1993
- Gestos de amor  1994
- Live in Argentina  1994
- Live in Europe  1994
- Sera Posible El Sur  1994
- Vivir  1994
- Oro  1995
- Escondido en mi país  1996
- Gracias a la Vida  1996
- Alta fidelidad  1997  (with [Charly García)
- Coleccion Mi Historia  1997
- Al despertar  1998
- Misa criolla  1999
- Serie Millennium 21  1999
- La Negra  2000
- Acústico  2002
- Grandes Exitos, Vols. 1 & 2  2002
- 40 Obras Fundamentales  2003
- Argentina quiere cantar  2003 (with Víctor Heredia and León Gieco)
- Voz Y Sentimiento  2003
- Corazón libre  2005
- Éxitos Eternos  2005
- La Historia del Folklore  2007
- Cantora 1  2009
- Cantora 2  2009